# Robert de Nevers (évêque)
Ne pas confondre avec Robert de Nevers (1035-1098), dit Robert le Bourguignon, comte de Nevers. Tous deux appartiennent à la Maison de Nevers.
Robert de Nevers († 12 février 1084) est un noble du XIe siècle, membre de la puissante maison de Nevers, comte-évêque d'Auxerre de 1076 à sa mort.

## Famille
Issu de la Maison de Nevers, le père de Robert est le comte de Nevers Guillaume, petit-fils aîné du roi Robert II le Pieux par sa mère Alix de France.
Sa mère est Hermengarde comtesse de Tonnerre, dont la famille inclut nombre de gens réputés savants.
Un oncle, frère de son père, est Robert de Nevers dit Robert le Bourguignon.

## Biographie

### Élection d'Auxerre
Il est le second choix du chapitre pour la succession de Geoffroy de Champallement (1052 - † 1076). Le premier élu est l'archiprêtre Hunaud pour son amour de la simplicité ; mais ce trait est précisément ce qui fait fuir l'intéressé, qui s'empresse de se cacher dès l'annonce de l'honneur qui l'attend. Le chapitre mène donc rapidement une seconde élection, toujours en septembre 1076. Les chanoines choisissent Robert.

### Épiscopat
Il n'est intronisé qu'en août 1077, mais commence à agir selon son ministère dès son élection, se révélant comme un vigoureux défenseur de l’Église et de ses paroissiens.
Dès l'époque d'Aunaire (18e év. 572-605), on trouve mention de maraudeurs sénonais faisant des incursions jusqu'à Auxerre et ravageant au passage Régennes, château des évêques à Appoigny, 10 km au nord d'Auxerre. Il en va encore ainsi quand Robert de Nevers devient évêque ; à tel point qu'à Appoigny les seuls habitants restants sont ceux qui n'ont pas pu fuir et qui ont été faits prisonniers. Robert décide de faire construire des fortifications, à l'intérieur desquelles il réunit les anciens habitants. Régennes devient une barrière contre les maraudeurs sénonais.
Pourrain, une des meilleures terres du chapitre, est pareillement vidée de sa population ; dans son cas c'est à cause des extorsions des seigneurs locaux qui exigent  un double droit de sauvegarde. Quand Robert menace de les attaquer, ces seigneurs déclarent Pourrain “terre franche et quitte”.
Il ne vient pas si facilement à bout des habitants de Toucy, révoltés au sujet des droits de l’Église. Son père le comte de Nevers lui conseille de construire un fort à Parly pour tenir Toucy en respect. Mais la terre appartient aux chanoines, qui s'en sentent lésés. En compensation, Robert accède à leur souhait de voir la charge de prévôt rattachée au chapitre. Mais comme ceci ne peut se faire sur-le-champ puisque la charge est prise à ce moment-là, il donne au chapitre l'abbaye Notre-Dame-La-D'Hors ainsi que deux prébendes, à charge pour le chapitre de les attribuer selon leurs vœux.

### Réforme grégorienne
Les deux derniers siècles ont vu les seigneurs faire main basse sur les bénéfices de la majorité des établissements religieux, se faisant nommer abbés ou prieurs. S'ensuit une perte importante du suivi des règles de vie religieuse. Là-dessus arrive la réforme grégorienne.
Ainsi en 1076 quand Robert de Nevers prend la tête de l'évêché, le monastère de Saint-Julien ne suit plus sa propre règle. Il les gouverne selon la règle de saint Augustin.

### Conciles
En 1080 il assiste à Cézy-sur-Yonne à la signature de la concession faite par Geoffroy comte de Joigny aux moines du prieuré de La Charité sur les églises de Notre-Dame et de Saint-Jean de Joigny, et les chapelles de Saint-Martin et de Saint-Thibaut. En 1081 il est au concile d'Issoudun.
Il n'est noté pour aucun concile en 1078 et 1079, car il est prisonnier pendant cette période.

### Fidélité au roi
En 1078 ou plus tard, le roi Philippe Ier lui ordonne d'aller avec l'armée de Bourgogne contre Hugues seigneur du Puiset, en Beauce, et d'assiéger le château de ce dernier. Robert de Nevers est fait prisonnier durant le siège lors d'une sortie par les habitants.
Cependant, en 1080 il est au concile de Cézy-sur-Yonne.

### Constructions, fondations
La cathédrale Saint-Étienne en est à sa quatrième reconstruction, commencée par Hugues de Chalon (999-1039) après l'incendie de 1023. Bâtie en pierre, la nouvelle église est consacrée en 1057 sous Geoffroy de Champallement, 54e évêque d'Auxerre (1152-1167). Son chœur, flanqué de deux tours, reposait sur une crypte qui lui servait de soubassement en raison de la pente du terrain vers l’Yonne. Cependant, à l'arrivée de Robert de Nevers la construction n'est pas finie : pour les vitraux du chœur, seuls ceux du fond sont terminés ; et les tours des cloches ne sont montées que jusqu'au bas de la toiture de l'église. Ces éléments sont achevés par Robert de Nevers, qui fait aussi pratiquer deux ouvertures dans la crypte de Hugues de Châlon, pour donner plus de lumière.
Il érige le monastère Saint-Laurent en abbaye.

### Maladie et décès
Il s'impose un régime draconien de peur de laisser son corps dominer son esprit. Si bien qu'il est en perpétuel état de faiblesse physique, et qu'il finit par tomber malade. La maladie atteint son paroxysme lors d'une visite qu'il fait à Nevers. Il y prend l'habit de bénédictin, reçoit les sacrements et meurt le 12 février 1084. Il est inhumé le lendemain dans l'église du prieuré Saint-Étienne de Nevers.